# Türkan Saylan

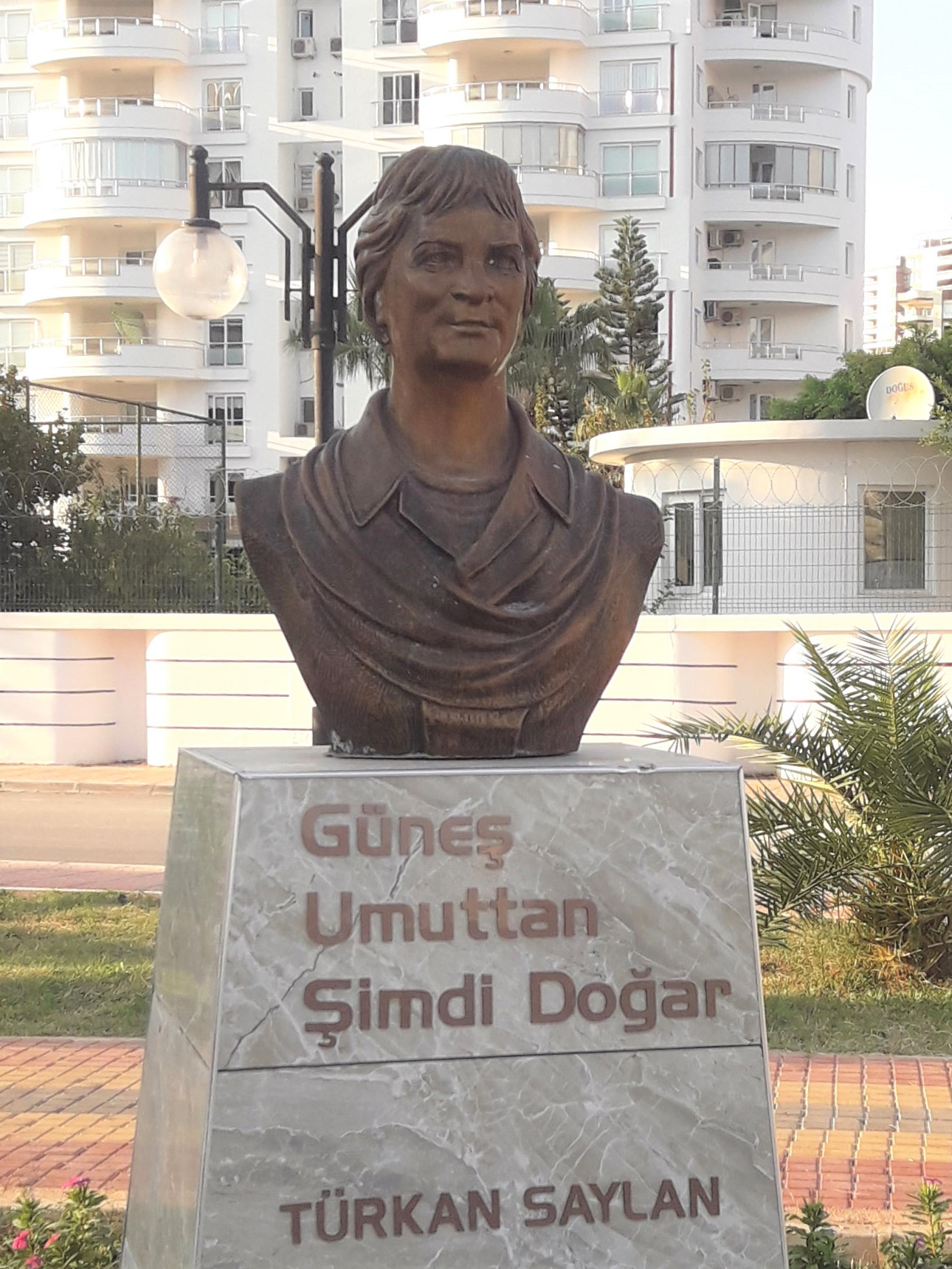
Busto di Türkan Saylan situato a Mersina.

Türkan Saylan (Istanbul, 13 dicembre 1935 – Istanbul, 18 maggio 2009) è stata un medico e attivista turca.

## Biografia
Türkan Saylan nacque il 13 dicembre 1935 a Istanbul, figlia primogenita dell'imprenditore edile Fasih Galip e di Lili Mina Raiman, una donna svizzera che, dopo il matrimonio, si convertì all'Islam e cambiò il proprio nome in Leyla.
Tra il 1944 e il 1946, Saylan frequentò la Scuola Elementare di Kandili, mentre tra il 1946 e il 1953 studiò presso il Liceo femminile di Kandilli. Si laureò nel 1963 con il massimo dei voti alla facoltà di medicina presso l'Università di Istanbul, trovando lavoro quasi subito nel dipartimento di malattie dermatologiche e veneree dell'ospedale SSK Nisantasi.
Nel 1976, dopo aver effettuato diversi studi sulla lebbra, fondò l'Associazione per la lotta contro la lebbra, mentre dieci anni dopo ricevette l'International Gandhi Award dal presidente indiano Giani Zail Singh. Fino al 2006, Türkan Saylan lavorò in qualità di consulente ed esperta della lebbra presso l'Organizzazione Mondiale della Sanità, mentre col tempo si occupò di finanziare e partecipare all'apertura di nuovi centri di ricerca e policlinici contro la lebbra. Durante questo periodo, fra il 1981 e il 2002, continuò a occuparsi anche di volontariato all'interno degli ospedali, lavorando come primaria presso l'ospedale per la lebbra di Istanbul.
Si sposò nel 1957 ed ebbe due figli, i quali le diedero nipoti. Malata di cancro al seno da 17 anni, si spense a Istanbul il 18 maggio 2009.